# Авриль, Франсуа
Франсуа Авриль (фр. François Avril, род. 19 августа 1938) — французский архивист-палеограф, библиотекарь и историк, специалист по средневековым рукописям, куратор Национальной библиотеки Франции.

## Биография
Учился в Национальной школе хартий (вместе с Бруно Невё), окончил её в 1963 году по специальности архивист-палеограф, защитил диссертацию «Оформление рукописей в бенедиктинском аббатстве в Нормандии в одиннадцатом и двенадцатом веках» (фр. La décoration des manuscrits dans les abbayes bénédictines de Normandie aux XIe et XIIe siècles).
В 1967—2003 годах работал в отделе рукописей Национальной библиотеки, закончил свою карьеру в ранге куратора (фр. conservateur général.
Специалист по средневековым рукописям. Почётный доктор Свободного университета Берлина. Его отставка была отмечена по инициативе Эберхарда Кёнига выпуском сборника Quand la peinture était dans les livres: mélanges en l’honneur de François Avril.
Являлся консультантом по рукописям художественного фильма Жан-Жака Анно  «Имя розы» 1986 года, являющегося экранизацией одноимённого романа Умберто Эко.

## Избранные работы
- L'enluminure à la cour de France au XIV-e, éditions du Chêne, 1978
- Quand la peinture était dans les livres: les manuscrits enluminés en France : 1440-1520, Flammarion, 1993 (с Николь Рено)
- Jean Fouquet: peintre et enlumineur du XVe siècle, Paris, Bibliothèque nationale de France, 2003